# Кнудсен, Поуль
По́уль Кну́дсен (дат. Poul Knudsen; 9 ноября 1889, Бедхольм, Северная Ютландия — 30 апреля 1974, Дания) — датский писатель, драматург и сценарист.

## Биография
Родился 9 ноября 1889 года на севере Ютландии, в Дании.
В 1907 году сдал выпускные экзамены (handelsskoleeksamen) и в 1909 году числился студентом, беря частные уроки у преподавателей (в 1916 году защитил диссертацию со степенью кандидата права).
В 1913 году выступил с дебютным произведением — либретто к балету-пантомиме «Скарамуш» (Scaramouche), музыку к которому написал финский композитор Ян Сибелиус.
В 1927 году написал либретто для второго балета — «Okon Fuoko», на музыку финского композитора Лееви Мадетойя.
Скончался 30 апреля 1974 года в водах между Данией и Норвегией и был похоронен 4 мая на церковном кладбище в Пандрупе. На каменном надгробии эпитафия на латыни — Omnia Vincet Amor — «Любовь побеждает всё».

## Награды
- Премия Эммы Бёренцен[швед.] (1931[5])

## Семья
- Отец — Юхан Христиан Кнудсен/Johan Christian Knudsen.
- Мать — Марианна Эмилия Кипп/Marianne Emilie Kipp
- Сестра — Марианна Кнудсен/Marianne Knudsen (1 ноября 1900 — ?), с 1937 года замужем за датским художником Яном Бьёрном Виллумсеном, сыном художника Йенса Виллумсена.
- Первая жена — Ида Йоханна Скрам[норв.] (1889—1972), сценаристка, замужем с 1912 года (в 1919 году брак был расторгнут).
- Вторая жена — Вибеке Ингер Эдмунд/Wibeke Inger Edmund, с 1925 года (7 июня 1938 года брак был расторгнут).
- Третья жена — Тон Бересфорд Эдит Матильда Саттон фон Золлнер/Tone Beresford Edith Matilda Sutton von Zollner (в 1948 году брак был расторгнут); в 1961 году вновь зарегистрировали брак.